# Gruppsex

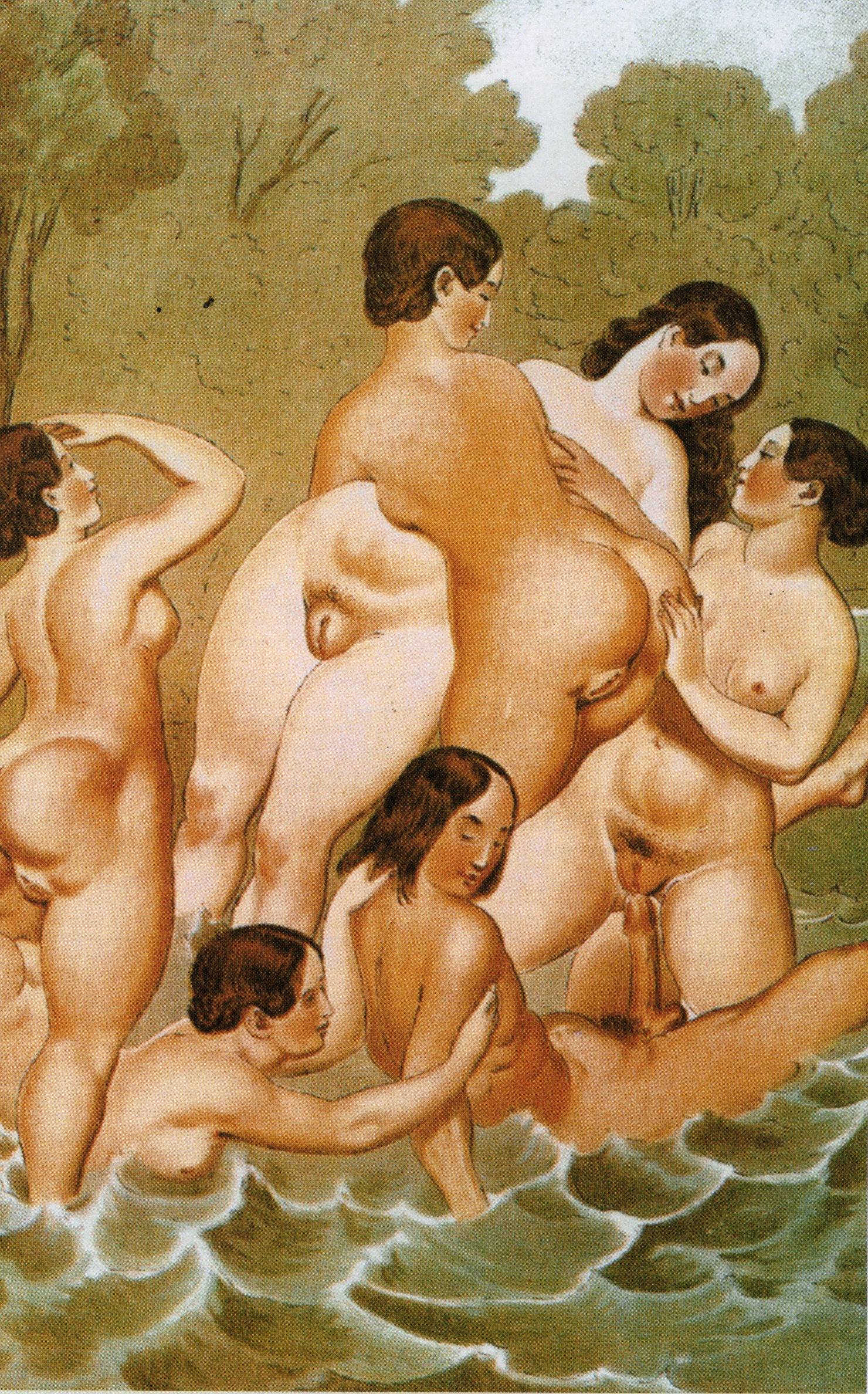
Peter Fendi, 1835

Gruppsex eller gruppsamlag är en sexuell aktivitet där fler än två personer är inblandade. Om antalet deltagare är tre, kallas det även för trekant och om antalet deltagare är fyra kallas det ibland också för fyrkant. Gruppsex där en av personerna är i fokus kan beskrivas som gang bang.

## Förekomst
Gruppsex finns bland människor av alla sexuella läggningar och kön. Den faktiska utbredningen av gruppsex är okänd.

## Varianter och terminologi

### Multipel penetration

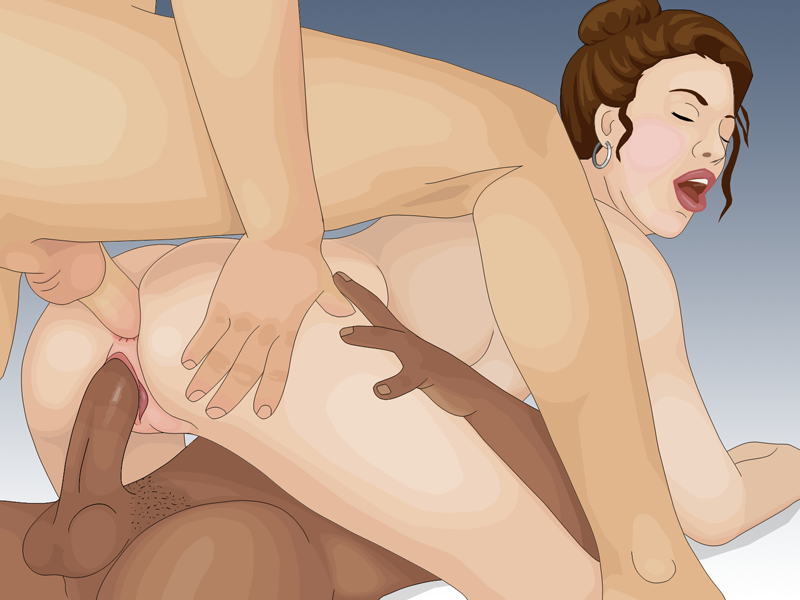
Illustration på dubbel penetration

Kan utföras med fingrar, tår, sexleksaker, eller (kanske vanligast) med penis men som gruppsex räknas det endast om fler än en genomför penetrationen.
- Dubbel penetration - samtidig penetration av två kroppsöppningar hos en person, utförd av två andra personer. Mun och vagina, mun och anus, eller anus och vagina. I fallet samtidig vaginal och anal penetration brukar ställningen kallas dubbelmacka, eftersom den mottagande kvinnan ligger som pålägget mellan två brödskivor i en smörgås. I fallet samtidig vaginal och oral penetration, med kvinnan på alla fyra, så brukar ställningen kallas rostspett, eftersom kvinnan är som köttet som penetreras från båda sidor av spettet (penisarna).
- Dubbel vaginal/anal penetration - samtidig penetration av en och samma kroppsöppning, vagina eller anus. Denna sexställning, med kvinnor som mottagande part, såväl vaginalt som analt, har varit en trend främst i amerikansk lågbudgetpornografi under 2000-talet. Denna model har även blivit vanligare bland framförallt ungdomar i och med att analsex blivit standard i även svenska folkets heterosexuella sexliv. !Felaktig källa, handlar om "Sexualvanor bland lesbiska & bisexuella kvinnor"! [1] En stor poäng med tekniken är den synergieffekt och stimulering som sker om man använder en s.k. butplug eller en annan penis i den andra kroppsöppningen och således gör båda hålen tightare och gnuggar mellanväggen mellan de införda objekten.
- Airtight - slanguttryck för att fylla alla tre större kroppsöppningar på en kvinna med penisar eller andra objekt, det vill säga vagina, anus och mun.[2] På svenska används ibland även termen trippelmacka, som en utökning av användningen av ordet dubbelmacka ovan, trots att denna ställning inte liknar en "riktig" trippelmacka (det vill säga en smörgås med tre lager av bröd). Ställningen kallas ibland även att "göra [henne] vattentät".

### Gang bang

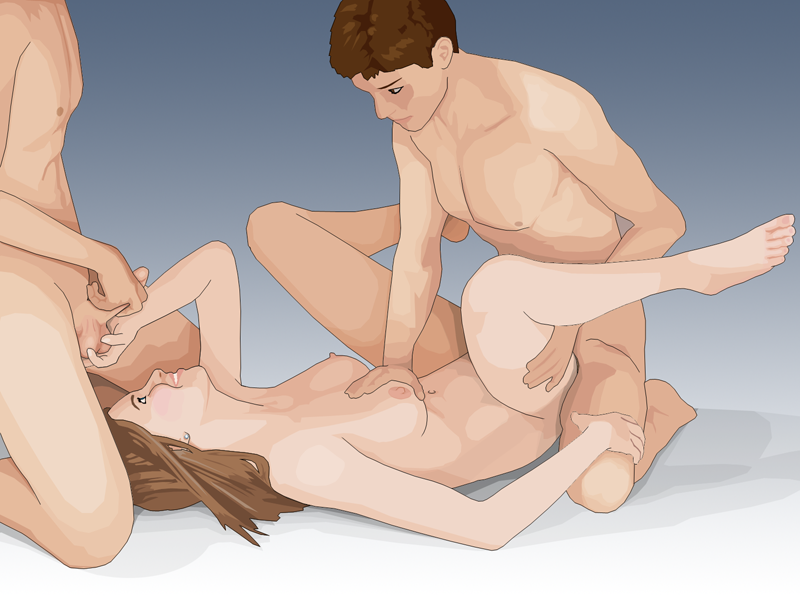
Illustration på gang bang

Gang bang är en speciell typ av gruppsex som inbegriper en central mottagare som emottar resten av gruppens sexuella fokus. Den vanligaste varianten är en kvinna som blir penetrerad av många män samtidigt, och i större grupper, så väntar de andra på sin tur. Det finns dock även varianter för bara män, då det är en man i centrum, och för bara kvinnor, då kvinnor med strapon-dildo penetrerar en kvinna (inte att blanda ihop med s.k. "pegging", när en kvinna penetrerar en man analt med en strapon-dildo). En annan variant är att dela upp sig i två eller flera grupper, då det finns flera centra, vilket är vanligt om man har en mycket stor grupp. Den viktiga skillnaden mellan gang bang och "vanligt" gruppsex är just att gang bang har en person i centrum som tar emot alla penisarna (eller dildosar), medan mer vanlig gruppsex ofta är fritt partnerbyte.

### Bukkake

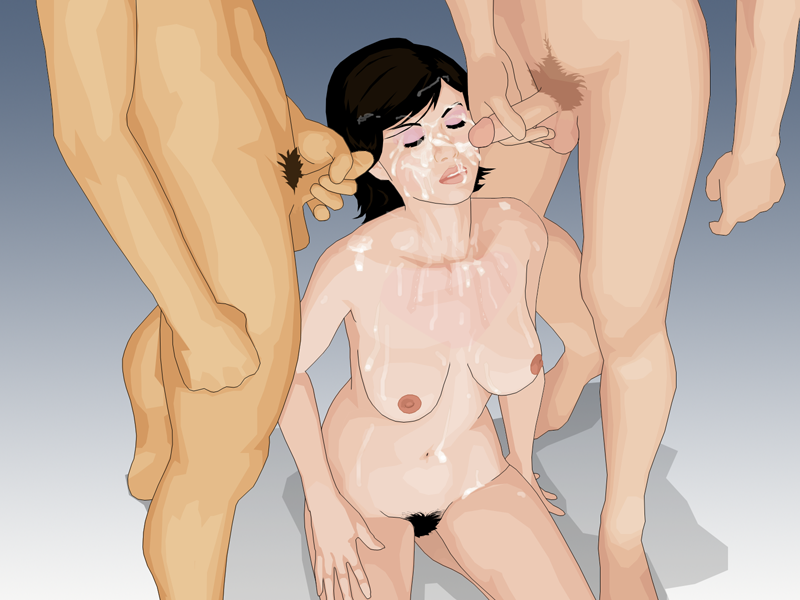
Illustration på Bukkake

Bukkake är en gruppsexövning där ett flertal män turas om att ejakulera på mottagaren.

### Parallellsex
Har man sex med sin partner i samma rum där ett annat par samtidigt har sex, och paren använder detta som en extra krydda i sin egen sexuella upplevelse, så kallas det parallellsex. Parallellsex är inte gruppsex i egentlig mening, eftersom det inte är mer än två personer som faktiskt har sex med varandra och fysiskt stimulerar varandra, men många räknar det ändå som en form av gruppsex.

### Swinging
Swinging är en livsstil som ibland inkluderar olika former av gruppsex men som inte behöver göra det. Om exempelvis regelbundna partnerbyten är poängen behöver man inte ägna sig åt gruppsex.

## Gruppsex inom populärkulturen

### Film
- Caligula (1979)
- Eyes Wide Shut (1999)
- Ken Park (2002)